# Bodda Mouhsine
Moushine Bodda (Teyarett, 18 luglio 1994) è un calciatore mauritano, centrocampista del Nouadhibou e della nazionale mauritana.

## Carriera

### Club
Ha giocato nella prima divisione mauritana.

### Nazionale
Debutta con la nazionale mauritana il 16 luglio 2017 in occasione del match di qualificazione per il Campionato delle nazioni africane 2018 vinto 2-0 contro la Liberia.
Nel 2021 viene convocato per la Coppa delle nazioni africane 2021.

## Statistiche

### Cronologia presenze e reti in nazionale
| Cronologia completa delle presenze e delle reti in nazionale ― Mauritania | Cronologia completa delle presenze e delle reti in nazionale ― Mauritania | Cronologia completa delle presenze e delle reti in nazionale ― Mauritania | Cronologia completa delle presenze e delle reti in nazionale ― Mauritania | Cronologia completa delle presenze e delle reti in nazionale ― Mauritania | Cronologia completa delle presenze e delle reti in nazionale ― Mauritania | Cronologia completa delle presenze e delle reti in nazionale ― Mauritania | Cronologia completa delle presenze e delle reti in nazionale ― Mauritania |
| Data                                                                      | Città                                                                     | In casa                                                                   | Risultato                                                                 | Ospiti                                                                    | Competizione                                                              | Reti                                                                      | Note                                                                      |
| ------------------------------------------------------------------------- | ------------------------------------------------------------------------- | ------------------------------------------------------------------------- | ------------------------------------------------------------------------- | ------------------------------------------------------------------------- | ------------------------------------------------------------------------- | ------------------------------------------------------------------------- | ------------------------------------------------------------------------- |
| 16-7-2017                                                                 | Monrovia                                                                  | Liberia                                                                   | 0 – 2                                                                     | Mauritania                                                                | Qual. CHAN 2018                                                           | -                                                                         | 46’                                                                       |
| 23-7-2017                                                                 | Zouérate                                                                  | Mauritania                                                                | 0 – 1                                                                     | Liberia                                                                   | Qual. CHAN 2018                                                           | -                                                                         | 81’                                                                       |
| 19-8-2017                                                                 | Bamako                                                                    | Mali                                                                      | 0 – 1                                                                     | Mauritania                                                                | Qual. CHAN 2018                                                           | -                                                                         |                                                                           |
| 27-7-2019                                                                 | Praia                                                                     | Capo Verde                                                                | 0 – 0                                                                     | Mauritania                                                                | Qual. CHAN 2020                                                           | -                                                                         |                                                                           |
| 3-8-2019                                                                  | Nouakchott                                                                | Mauritania                                                                | 2 – 1                                                                     | Capo Verde                                                                | Qual. CHAN 2020                                                           | -                                                                         | 56’                                                                       |
| 21-9-2019                                                                 | Nouakchott                                                                | Mauritania                                                                | 0 – 0                                                                     | Mali                                                                      | Qual. CHAN 2020                                                           | -                                                                         |                                                                           |
| 20-10-2019                                                                | Bamako                                                                    | Mali                                                                      | 2 – 0                                                                     | Mauritania                                                                | Qual. CHAN 2020                                                           | -                                                                         | 77’                                                                       |
| 13-11-2021                                                                | Lusaka                                                                    | Zambia                                                                    | 4 – 0                                                                     | Mauritania                                                                | Qual. Mondiali 2022                                                       | -                                                                         | 58’                                                                       |
| 16-11-2021                                                                | Nouakchott                                                                | Mauritania                                                                | 1 – 1                                                                     | Guinea Equatoriale                                                        | Qual. Mondiali 2022                                                       | -                                                                         | 66’                                                                       |
| 3-12-2021                                                                 | Doha                                                                      | Mauritania                                                                | 0 – 1                                                                     | Emirati Arabi Uniti                                                       | Coppa araba FIFA 2021 - 1º turno                                          | -                                                                         |                                                                           |
| 6-12-2021                                                                 | Doha                                                                      | Siria                                                                     | 1 – 2                                                                     | Mauritania                                                                | Coppa araba FIFA 2021 - 1º turno                                          | -                                                                         | 85’                                                                       |
| 30-12-2021                                                                | Al-Wahda                                                                  | Mauritania                                                                | 0 – 0                                                                     | Burkina Faso                                                              | Amichevole                                                                | -                                                                         | 74’                                                                       |
| 20-1-2022                                                                 | Limbe                                                                     | Mali                                                                      | 2 – 0                                                                     | Mauritania                                                                | Coppa d'Africa 2021 - 1º turno                                            | -                                                                         |                                                                           |
| 26-3-2022                                                                 | Nouakchott                                                                | Mauritania                                                                | 2 – 1                                                                     | Mozambico                                                                 | Amichevole                                                                | -                                                                         |                                                                           |
| 29-3-2022                                                                 | Nouakchott                                                                | Mauritania                                                                | 2 – 0                                                                     | Libia                                                                     | Amichevole                                                                | -                                                                         |                                                                           |
| 4-6-2022                                                                  | Nouakchott                                                                | Mauritania                                                                | 3 – 0                                                                     | Sudan                                                                     | Qual. Coppa d'Africa 2023                                                 | -                                                                         |                                                                           |
| 8-6-2022                                                                  | Franceville                                                               | Gabon                                                                     | 0 – 0                                                                     | Mauritania                                                                | Qual. Coppa d'Africa 2023                                                 | -                                                                         | 60’                                                                       |
| 29-8-2022                                                                 | Nouakchott                                                                | Guinea-Bissau                                                             | 0 – 1                                                                     | Mauritania                                                                | Qual. CHAN 2022                                                           | 1                                                                         |                                                                           |
| 2-9-2022                                                                  | Nouakchott                                                                | Mauritania                                                                | 1 – 0                                                                     | Guinea-Bissau                                                             | Qual. CHAN 2022                                                           | -                                                                         |                                                                           |
| 20-1-2023                                                                 | Orano                                                                     | Angola                                                                    | 0 – 0                                                                     | Mauritania                                                                | Campionato delle nazioni africane 2022 - 1º turno                         | -                                                                         |                                                                           |
| 24-1-2023                                                                 | Orano                                                                     | Mauritania                                                                | 1 – 0                                                                     | Mali                                                                      | Campionato delle nazioni africane 2022 - 1º turno                         | -                                                                         |                                                                           |
| 27-1-2023                                                                 | Annaba                                                                    | Senegal                                                                   | 1 – 0                                                                     | Mauritania                                                                | Campionato delle nazioni africane 2022 - 1º turno                         | -                                                                         | 47’                                                                       |
| 24-3-2023                                                                 | Lubumbashi                                                                | RD del Congo                                                              | 3 – 1                                                                     | Mauritania                                                                | Qual. Coppa d'Africa 2023                                                 | -                                                                         | 29’                                                                       |
| 28-3-2023                                                                 | Nouakchott                                                                | Mauritania                                                                | 1 – 1                                                                     | RD del Congo                                                              | Qual. Coppa d'Africa 2023                                                 | -                                                                         |                                                                           |
| 20-6-2023                                                                 | Agadir                                                                    | Sudan                                                                     | 0 – 3                                                                     | Mauritania                                                                | Qual. Coppa d'Africa 2023                                                 | -                                                                         | 82’                                                                       |
| 9-9-2023                                                                  | Nouakchott                                                                | Mauritania                                                                | 2 – 1                                                                     | Gabon                                                                     | Qual. Coppa d'Africa 2023                                                 | -                                                                         | 16’                                                                       |
| 14-10-2023                                                                | Mohammedia                                                                | Madagascar                                                                | 1 – 2                                                                     | Mauritania                                                                | Amichevole                                                                | -                                                                         | 73’                                                                       |
| 17-10-2023                                                                | Mohammedia                                                                | Mauritania                                                                | 1 – 2                                                                     | Burkina Faso                                                              | Amichevole                                                                | -                                                                         |                                                                           |
| 15-11-2023                                                                | Kinshasa                                                                  | RD del Congo                                                              | 2 – 0                                                                     | Mauritania                                                                | Qual. Mondiali 2026                                                       | -                                                                         |                                                                           |
| 21-11-2023                                                                | Diamniadio                                                                | Sudan del Sud                                                             | 0 – 0                                                                     | Mauritania                                                                | Qual. Mondiali 2026                                                       | -                                                                         |                                                                           |
| 6-1-2024                                                                  | Radès                                                                     | Tunisia                                                                   | 0 – 0                                                                     | Mauritania                                                                | Amichevole                                                                | -                                                                         | 45’                                                                       |
| 20-1-2024                                                                 | Bouaké                                                                    | Mauritania                                                                | 2 – 3                                                                     | Angola                                                                    | Coppa d'Africa 2023 - 1º turno                                            | -                                                                         |                                                                           |
| 23-1-2024                                                                 | Bouaké                                                                    | Mauritania                                                                | 1 – 0                                                                     | Algeria                                                                   | Coppa d'Africa 2023 - 1º turno                                            | -                                                                         | 21’                                                                       |
| 29-1-2024                                                                 | Abidjan                                                                   | Capo Verde                                                                | 1 – 0                                                                     | Mauritania                                                                | Coppa d'Africa 2023 - Ottavi di finale                                    | -                                                                         | cap.                                                                      |
| 22-3-2024                                                                 | Marrakech                                                                 | Mali                                                                      | 2 – 0                                                                     | Mauritania                                                                | Amichevole                                                                | -                                                                         |                                                                           |
| 26-3-2024                                                                 | Agadir                                                                    | Marocco                                                                   | 0 – 0                                                                     | Mauritania                                                                | Amichevole                                                                | -                                                                         |                                                                           |
| 6-6-2024                                                                  | Nouakchott                                                                | Mauritania                                                                | 0 – 2                                                                     | Sudan                                                                     | Qual. Mondiali 2026                                                       | -                                                                         |                                                                           |
| 7-9-2024                                                                  | Nouakchott                                                                | Mauritania                                                                | 1 – 0                                                                     | Botswana                                                                  | Qual. Coppa d'Africa 2025                                                 | -                                                                         |                                                                           |
| 10-9-2024                                                                 | Praia                                                                     | Capo Verde                                                                | 2 – 0                                                                     | Mauritania                                                                | Qual. Coppa d'Africa 2025                                                 | -                                                                         | 36’                                                                       |
| 11-10-2024                                                                | Il Cairo                                                                  | Egitto                                                                    | 2 – 0                                                                     | Mauritania                                                                | Qual. Coppa d'Africa 2025                                                 | -                                                                         |                                                                           |
| 15-10-2024                                                                | Nouakchott                                                                | Mauritania                                                                | 0 – 1                                                                     | Egitto                                                                    | Qual. Coppa d'Africa 2025                                                 | -                                                                         |                                                                           |
| 15-11-2024                                                                | Francistown                                                               | Botswana                                                                  | 1 – 1                                                                     | Mauritania                                                                | Qual. Coppa d'Africa 2025                                                 | -                                                                         |                                                                           |
| 19-11-2024                                                                | Nouakchott                                                                | Mauritania                                                                | 1 – 0                                                                     | Capo Verde                                                                | Qual. Coppa d'Africa 2025                                                 | -                                                                         | cap. 61’                                                                  |
| 22-3-2025                                                                 | Lomé                                                                      | Togo                                                                      | 2 – 2                                                                     | Mauritania                                                                | Qual. Mondiali 2026                                                       | -                                                                         | 86’                                                                       |
| 25-3-2025                                                                 | Nouakchott                                                                | Mauritania                                                                | 0 – 2                                                                     | RD del Congo                                                              | Qual. Mondiali 2026                                                       | -                                                                         | cap.                                                                      |
| Totale                                                                    |                                                                           | Presenze                                                                  | 45                                                                        |                                                                           | Reti                                                                      | 1                                                                         |                                                                           |

## Palmarès

### Club

#### Competizioni nazionali
- Campionato mauritano: 1

Nouadhibou: 2020-2021